# Salvatore D'Aquila
Salvatore D'Aquila, surnommé Toto D'Aquila (7 novembre 1873 à Palerme, Sicile, Italie - † 10 octobre 1928 à New York, États-Unis), est un mafioso italo-américain des premières décennies du XXe siècle que l'on appelle l'ère Mustache Pete. Il est le premier parrain de la famille Gambino.

## Biographie
Salvatore D'Aquila naît en novembre 1873 à Palerme en Sicile et immigre en Amérique en 1906. Il travaille pour le gang de Morello dans Harlem Est. D'Aquila est arrêté en 1906 et en 1909. Les accusations furent abandonnées les deux fois. En 1910, le Capo de Tutti Capi, Giuseppe Morello est emprisonné et Salvatore D'Aquilla scinde la famille Morello en deux. Il crée sa propre famille et se nomme lui-même Capo de Tutti Capi. Sa famille opère dans Harlem Est et dans le Bronx où elle est rivale avec celle de Morello. D'Aquila étend l'influence de sa famille dans Brooklyn. Les cadres de sa famille sont Alfred Mineo, Giuseppe Traina et Frank Scalise. En 1920, Joseph Morello est relâché de prison. D'Aquila en profite pour corrompre ses plus proches alliés et il est assassiné[pas clair]. En 1925, D'Aquila revient dans le Bronx. Grand ami de Don Balsamo aux États-Unis, puisque sa fille était mariée avec Santino le fils ainé des Balsamo, Salvatore D'Aquila dirige la famille Gambino de 1916 à 1928.
Il devient ainsi une cible pour les gangs rivaux. Il meurt assassiné par balles le 10 octobre 1928, sur la 13e rue dans Manhattan, par les hommes de Joe Masseria, durant la course pour devenir Capo di tutti capi. Son successeur, proche de Masseria, est Alfred Mineo.